# Bibrka
Bibrka (tiếng Ukraina: Бібрка) là một thành phố của Ukraina. Thành phố này thuộc tỉnh Lviv. Thành phố này có diện tích ? km2, dân số theo điều tra dân số năm 2022 là 3761 người.